# 종발
종발(鍾發, 1953년 12월 2일 ~ )은 홍콩 출신의 영화 배우다.

## 작품 목록
- 인혁인
- 강시: 리거모티스